# Шантрапа (фильм)
«Шантрапа» (фр. Chantrapas) — фильм кинорежиссёра Отара Иоселиани, снятый в 2010 году. Фильм участвовал во внеконкурсной программе Каннского кинофестиваля 2010 года. Прокатная премьера картины состоялась в Париже 22 сентября 2010 года. В российском прокате — с 21 апреля 2011 года.

## Сюжет
Довольно условная Грузия советской эпохи. Молодой кинорежиссёр Нико испытывает давление со стороны своего руководства, препятствующего свободе самовыражения и осуществляющего идеологическую цензуру. Нико совершенно сказочным образом удаётся уехать за «железный занавес» — из советского прошлого он вдруг попадает в современную Францию. Здесь у героя вновь возникают творческие проблемы. Теперь уже цензуру осуществляют не в меру ретивые продюсеры. Нико возвращается на родину, участвует в пикнике на берегу реки, прыгает в воду. И уплывает с русалкой в подводное царство.

### По поводу финала
На московской пресс-конференции Иоселиани журналисты попытались уяснить себе смысл финала картины, но — тщетно.
У вас в фильме вдруг возникает совершенно мистический персонаж — русалка. 

А вот на этот вопрос я категорически не отвечу.

## В ролях
- Дато Тариелашвили  — Нико, режиссёр
- Тамуна Карамадзе  — Барбара
- Фанни Гонен  — Фанни
- Гиви Саршимелидзе  — Дедушка
- Нино Чхеидзе  — Бабушка
- Бюль Ожье  — Катрин
- Пьер Этекс  — Французский продюсер
- Бернар Айзеншиц  — Французский продюсер
- Паскаль Боницер  — Французский продюсер
- Богдан Ступка  — Фирсов
- Юрий Рост  — дипломат
- Александр Пятигорский
- Юлиан Панич

## Стиль
Картина отличается по стилю от ранее снятых режиссёром во Франции фильмов. Хотя в ней есть место фирменному (иногда с «чёрным» оттенком) иоселианиевскому юмору, уровень условности «Шантрапы» заметно выше; многое на первый взгляд кажется нелогичным и несообразным. Реалии советского периода не менее процежены, чем реалии Франции 2000-х годов, поэтому вряд ли можно говорить об «антирусском» или «антифранцузском» пафосе картины. «Нет правды на земле» — вот мораль «Шантрапы» (она, впрочем, хорошо знакома по фильму «Истина в вине»).

## Проблема автобиографизма
Некоторые критики указывают на определённую автобиографичность фильма, однако сам Иоселиани отвергает подобную трактовку. В то же время в начальных кадрах режиссёр использовал эпизод из своей студенческой картины «Цветы».

## Отзывы критиков
Как отмечает известный кинокритик Михаил Трофименков,
Иоселиани сходит с рук даже то, что любого другого режиссёра обрекло бы на остракизм как «расиста»: первое, что видит Нико в Париже,— засилье китайцев и африканцев. Получается, что режиссёр предостерегает коллег: от добра добра — точнее говоря, «от зла зла» — не ищут, ни в коем случае не делайте, как я, вам не повезет, как мне, кукуйте на родном болоте.
Многие критики, включая Юрия Гладильщикова, соотносят «Шантрапу» с одним из лучших фильмов режиссёра — «Жил певчий дрозд»; сравнение не в пользу новой картины:
Жил певчий дрозд — теперь в «Шантрапе» появился непевчий, а зачем, бог его знает. Он непевчий (хотя эпизоды фильмов, которые он делает, иногда занятны — ещё бы, Иоселиани подарил своему герою одну собственную короткометражку), но Иоселиани утверждает, будто создал в «Шантрапе» коллективный портрет нескольких больших советских режиссёров.
Особое сожаление рецензентов вызвала некоторая искусственность грузинских эпизодов: «„старая“ Грузия получилась картонным шаблоном, а герои — какими-то кукольными».

## Интересные факты
- Финал фильма заключает в себе двойную ассоциацию: «Аталанта» Жана Виго и «Амаркорд» Федерико Феллини[источник не указан 3870 дней] .
- Герой фильма «посылает из Парижа домой почтового голубя — … но в Тбилиси этот голубь прилетает другого цвета и в полтора раза меньше размером»[9] .
- Режиссёр привлёк к сотрудничеству, в качестве исполнителя эпизодической роли, известного философа Александра Пятигорского . Иоселиани рассказывает: «Один эпизод мы сняли, потом он уехал в Лондон, должен был вернуться, чтобы продолжить, но взял и умер. Надо было что-то делать — мы немного скорректировали сюжет, и мне пришлось исполнять его роль»[10] . Пятигорского можно увидеть в сцене первого появления Нико на улицах Парижа, рядом с уличным музыкантом.
- Предпремьерный показ фильма в России прошёл на творческом вечере Отара Иоселиани в галерее «Дом Нащокина», организованным Татьяной Ермолаевой[значимость факта?].